# Colinas do Sul
Colinas do Sul är en kommun i Brasilien.   Den ligger i delstaten Goiás, i den centrala delen av landet, 200 km norr om huvudstaden Brasília. Antalet invånare är 3 523.
Omgivningarna runt Colinas do Sul är huvudsakligen savann. Runt Colinas do Sul är det mycket glesbefolkat, med 2 invånare per kvadratkilometer.